# Duygu Asena
Duygu Asena, född 19 april 1946 i Istanbul, död 30 juli 2006 i Istanbul, var en turkisk pedagog, kolumnist, författare och aktivist för kvinnors rättigheter.
Hennes debutbok “Kadının Adı Yok” (Kvinnan har inget namn), som skarpt kritiserade kvinnoförtrycket och kärlekslösa äktenskap kom ut 1987 och blev en bästsäljare, liksom alla hennes böcker sedan blev. Den fyrtionde utgåvan förbjöds dock 1998 av staten då den uppfattades som obscen, farlig för barn och att den underminerade äktenskapet. Efter två års rättegångar tilläts den igen och filmades samma år av regissören  Atıf Yılmaz. Boken översattes till tyska och holländska.